# Умрихин, Юрий Иванович
Ю́рий Ива́нович Умри́хин (19 сентября 1930, Москва — 8 марта 2013) — советский артист балета, педагог; Заслуженный деятель искусств РСФСР (1979).

## Биография
Окончил Ленинградское хореографическое училище (педагоги — Б. В. Шавров, И. Д. Бельский), в 1949—1971 годы — артист балетной труппы Ленинградского государственного академического театра оперы и балета имени С. М. Кирова.
С 1951 года преподавал в хореографическом училище, в 1977—1987 одновременно вёл класс усовершенствования в Театре оперы и балета имени С. М. Кирова. Профессор кафедры классического танца. В числе его учеников Михаил Барышников, Фарух Рузиматов, Булат Аюханов, Ануарбек Джалилов, Вадим Бударин, Вадим Гуляев, Махар Вазиев, Фетон Миоцци.

## Творчество
Первый исполнитель партий
- «Альборада» — «Хореографические миниатюры» (1958, балетмейстер Л. В. Якобсон)
- Рыбак с чужого берега — «Берег надежды» (1959, балетмейстер И. Д. Бельский)
- Шприх — «Маскарад» (1960, балетмейстер Б. А. Фенстер)
- Франт — «Клоп» (1962, балетмейстер Л. В. Якобсон)
- Следопыт-сыщик — «Жемчужина» (1965, балетмейстер К. Ф. Боярский)
- Салман — «Горянка» (1968, балетмейстер О. М. Виноградов)
- жених Доротки — «Волынщик из Стракониц» (1969, балетмейстеры В. С. Катаев и А. Г. Лившиц).

партии
- «Гаянэ» — Карен
- «Золушка» — Танцмейстер
- «Родные поля» — Сандро
- «Лауренсия» — Менго
- «Лебединое озеро» — Дроссельмейер; Шут
- «Дон Кихот» — Гамаш
- «Карнавал» — Арлекин и Панталоне
- «Пламя Парижа» — Пьер
- «Отелло» — Родриго
- «Медный всадник» — Арлекин и Шут
- «Спартак» — Африканец и Нумидиец
- «Испанские миниатюры» — Юноша-маньо

### Избранные труды
- Умрихин Ю. И. Из воспоминаний // Вспоминая вновь…: сборник. — СПб.: Академия русского балета им. А. Я. Вагановой, 2004. — С. 72-74. — ISBN 5-93010-025-X

## Награды
- Заслуженный деятель искусств РСФСР (1979)[1][2].
- Орден Дружбы народов (10.06.1988).